# Jaime Yankelevich
Jaime Yankelevich (Sofía, Bulgaria, 13 de marzo de 1894-Buenos Aires, 25 de febrero de 1952) fue un empresario argentino de los medios de comunicación, en especial radio y televisión. Es considerado el padre de la televisión argentina.
Su tarea como pionero y propulsor de la televisión de su país, es comparada con la llevada a cabo por el magnate brasileño Assis Chateaubriand, quien en 1950 (un año antes que Canal 7 Argentina) fundó la Rede Tupi, primera estación televisiva del Brasil y de Sudamérica. Sin embargo, esta última terminaría cerrándose en 1980, por lo que en 2024 y con 73 años, la Televisión Pública Argentina fundada por Jaime Yankelevich, pasó a ser la estación televisiva en operaciones más antigua de Sudamérica.

## Biografía
Jaime Yankelevich, judio originario de Sofía, capital de Bulgaria, fue el propietario de Casa Yankelevich, una empresa ubicada en el barrio porteño de Constitución, que desde los años 1920 se dedicó a la importación y armado de radios, cuando recién comenzaba a difundirse aquel medio de comunicación. 
En 1924, Yankelevich adquirió la recientemente creada "LR3" (por ser la tercera estación de radio en el dial) y fue el primero en utilizar contratos artísticos para la radio, en la que los artistas recibían un salario a cambio de la exclusividad de su trabajo. Esta práctica convirtió a la recién bautizada "Radio Belgrano" en el empleador más codiciado de la radio argentina y durante la década de 1930 disfrutó de los niveles más altos de audiencia a nivel nacional. Nuevas adquisiciones permitieron a Yankelevich formar la "Cadena Radio Belgrano" en 1937, la primera de Argentina. Hacia el final de esa década, la estación fue pionera, a nivel nacional, en realizar trasmisiones hasta altas horas de la noche.
En 1943 se produce un nuevo golpe de Estado y Yankelevich se muestra opositor al nuevo gobierno, en especial con su figura más reconocible, el entonces coronel Juan Domingo Perón, quien terminó siendo elegido Presidente de la Nación en 1946.
En julio de 1947, cuando la cadena nacional transmitía un discurso de Perón despidiendo a su esposa en el puerto, un tercero interfirió la emisión de Radio Belgrano, por lo que fue clausurada por tiempo indeterminado. Yankelevich se vio entonces obligado a vender la emisora, aunque la dirección general de la cadena continuó en sus manos hasta 1952, cuando falleció. Yankelevich había pedido seis millones y obtuvo más o menos la mitad.
Mientras tanto, una tragedia personal motiva a Yankelevich para ser pionero en otro medio, entonces inexistente en Argentina. La muerte en 1949 de su hijo Miguel, que profesaba fascinación por el crecimiento de la televisión en los Estados Unidos, llevó a que su padre se pusiese en campaña para importar el equipo necesario para su introducción en el país. Yankelevich presentó el proyecto al Ministro de Comunicaciones de Perón, Oscar Nicolini, postulando la siguiente frase:

A mí no me interesa todo el dinero que haya que invertir en este proyecto, cualquier cantidad de millones sería poca.

Así Jaime Yankelevich importa los equipos de transmisión televisiva. A principios de septiembre de 1951, el ministro de Comunicaciones, Oscar Nicolini, comunica a los directivos de LR3 que las pruebas de ajuste y calibración de los equipos estaban aprobadas y que el 17 de octubre se saldría al aire desde Plaza de Mayo, por "expreso deseo de Eva Perón". De esta forma, Argentina se convertía en el segundo país en el continente en poseer esta nueva tecnología.
Yankelevich importó de Estados Unidos el equipo transmisor Bell, las cámaras Dumont y la antena emisora de polarización horizontal de 50 m, montada en el edificio del Ministerio de Obras Públicas (MOP), en Avenida 9 de Julio. El 24 de septiembre de 1951 comenzaron las pruebas y la primera trasmisión oficial se efectuó desde la Plaza de Mayo el 17 de octubre de 1951, para los festejos del Día de la Lealtad. El 4 de noviembre de ese año se iniciaron las transmisiones regulares, emitiendo desde las 17:30 hasta las 22:30. A partir de allí la emisora fue identificada como "LR3 Radio Belgrano Televisión", hasta que en 1961 la transmisora televisiva se desvincula de la emisora de radio, llamándose a partir de allí LS82 TV Canal 7.
Sin embargo, Yankelevich fue hospitalizado unos meses después de la primera transmisión televisiva y murió en 1952 a 17 días para llegar a la edad de 58 años. Fue enterrado en el Cementerio Israelita de Liniers en Ciudadela (Buenos Aires).
Una plaza ubicada en Ruy Díaz de Guzmán y Pinzón del barrio de Barracas en la ciudad de Buenos Aires lleva su nombre. Fue padre del productor Samuel Yankelevich, abuelo del productor y empresario de televisión Gustavo Yankelevich y bisabuelo de la actriz Romina Yan y del productor y director Tomás Yankelevich.